# Carlos Pacheco Pacheco
Carlos Pacheco Pacheco  (Caracas, Venezuela, 3 de julio de 1948 - Bogotá, Colombia, 27 de marzo de 2015) fue un investigador, ensayista, crítico, editor y profesor de la Universidad Simón Bolívar. Su obra como crítico de la literatura latinoamericana y venezolana, producida entre 1979 y 2014, está conformada por 90 conferencias nacionales e internacionales, 90 artículos en revistas y capítulos de libros, y 14 volúmenes de libros. En 2009 fue incorporado como Individuo de Número de la Academia Venezolana de la Lengua, donde ocupó el sillón W, y en 2014 recibió la distinción de profesor emérito de la Universidad Simón Bolívar.

## Carrera Académica
Se graduó como Licenciado en filosofía y letras en la Pontificia Universidad Javeriana de Colombia en 1973, y obtuvo el título de magíster en estudios latinoamericanos en la Universidad de Liverpool, Inglaterra, en 1979, y el título de Doctor en Literatura Hispanoamericana en el King's College de la Universidad de Londres, en 1989. Su tesis doctoral consistió en un estudio de la oralidad en la literatura latinoamericana, trabajo que se convirtió posteriormente en el libro “La comarca oral: la ficcionalización de la oralidad cultural en la narrativa latinoamericana contemporánea” (1992), considerado como una de sus contribuciones más importantes entre su vasta obra de investigación.
Ingresó como profesor del Departamento de Lengua y Literatura de la Universidad Simón Bolívar en 1979 y alcanzó la categoría de profesor titular en 1992. En la USB también ejerció los cargos de Decano de Estudios de Postgrado, Decano de Estudios Generales, Coordinador de la Editorial Equinoccio y Coordinador del Postgrado en Literatura Latinoamericana.
Durante su maestría, analizó en profundidad la obra de Augusto Roa Bastos, y se convirtió en un experto en el estudio del escritor paraguayo, conocimiento que divulgó y compartió en cursos de postgrado y simposios en Venezuela y otros países.
En 1979, el mismo año que ingresó como profesor a la USB, fue aceptado como investigador en el Centro de Estudios Latinoamericanos Rómulo Gallegos (Celarg), donde llegó a ser parte del consejo directivo de 1994 a 1999, y donde desarrolló proyectos de investigación que produjeron publicaciones, entre las cuales se encuentra una de sus obras clásicas: “Narrativa de la dictadura y crítica literaria” (1987).
En 2008 fue elegido como miembro por la Academia Venezolana de la Lengua, en 2009 fue incorporado como Individuo de Número, y ocupó hasta su muerte el sillón W.  Su discurso de incorporación se tituló “Persistencia y vigor del cuento venezolano en el nuevo milenio”.
En 2014, la Universidad Simón Bolívar le confirió la distinción honorífica de profesor emérito por su destacada carrera como docente e investigador reconocido en Venezuela y América Latina.

## Publicaciones
En su vida académica, Pacheco se caracterizó por privilegiar el trabajo en equipo para favorecer el análisis crítico desde diversos puntos de vista. De los muchos proyectos en los que laboró, se destacan las siguientes publicaciones:
- "Del cuento y sus alrededores", con Luis Barrera Linares (Monte Ávila Editores, 1993 y 1997).[13]
- "La patria y el parricidio: estudios y ensayos críticos sobre la historia y la escritura en la narrativa venezolana" (Ediciones El otro, El mismo, 2001).[14]
- "Novelar contra el olvido”, con Luz Marina Rivas (Estudios. Revista de Investigaciones Literarias y Culturales, 2001).[15]
- “Nación y literatura: itinerarios de la palabra escrita en la literatura venezolana" (Fundación Bigott, 2006), con Luis Barrera Linares y Beatriz González Stephan.[16]
- “La vasta brevedad: Antología del cuento venezolano del siglo XX” (Alfaguara, 2010), con Antonio López Ortega y Miguel Gomes.[17]
- “Propuesta para un canon del cuento venezolano del siglo XX” (Equinoccio, 2014), con Luis Barrera Linares y Carlos Sandoval.[18]

## Premios y distinciones
Entre los premios que recibió se encuentran el Premio de Investigación Andrés Bello de la Universidad Simón Bolívar (1982), Premio de Crítica "Rafael Barret" de la Universidad de Oklahoma (1985), y Premio a la Destacada Labor Docente de la Universidad Simón Bolívar (1996). Fue becario de la Fundación Fulbright como investigador invitado en la Universidad de California y del Deutscher Akademischer Austauschdienst de Berlín (2000), y Honorary Research Fellow de la Universidad de Londres.
Fue parte del jurado del Premio Internacional de Novela Rómulo Gallegos (1997), del Premio Internacional Pegasus de Novela (1998), del Premio Nacional de Literatura (1998) y del Premio Nacional de Humanidades (1999).